# Dinalivro
A Edições Dinalivro é uma editora portuguesa, sediada em Lisboa.